# Филип Лазарески
Филип Лазарески (на македонска литературна норма: Филип Лазарески) е юрист и политик от Социалистическа република Македония и Република Македония.

## Биография
В 1986 година Лазарески е избран за секретар на Събранието на Социалистическа република Македония.
Лазарески в 1987 година е избран за член на Конституционния съд на Социалистическа република Македония. Заема поста до 1994 година.